# SunExpress

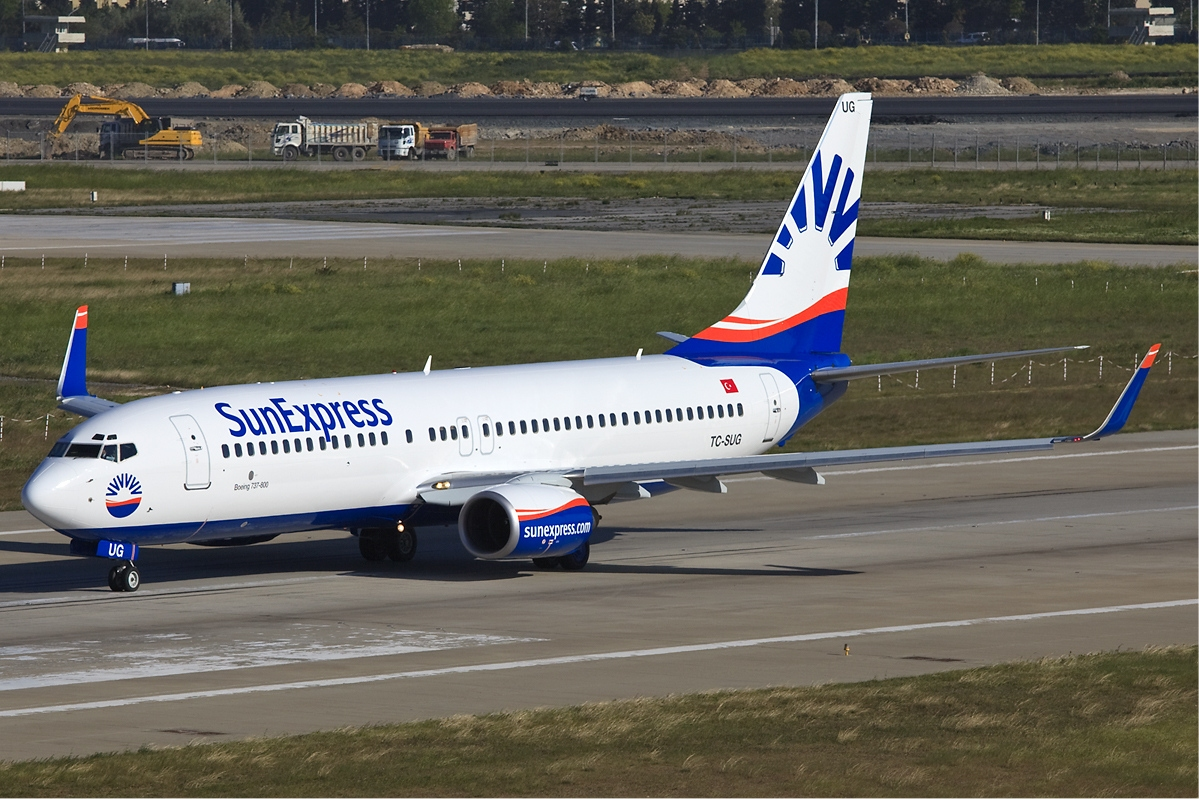
Boeing 737-800 należący do linii SunExpress

SunExpress – turecka linia lotnicza z siedzibą w Antalyi. Obsługuje regularne i czarterowe połączenia z Europą. Jej główną bazą jest port lotniczy w Izmirze oraz w Antalyi.
Agencja ratingowa Skytrax przyznała linii trzy gwiazdki.

## Historia
Linia została utworzona w październiku 1989. Swoją działalność rozpoczęła w kwietniu 1990 obsługując czarterowe połączenie między Antalią w Turcji a Frankfurtem w Niemczech. SunExpress został założony jako wspólne przedsięwzięcie Turkish Airlines i Lufthansy. W 1995 Lufthansa przeniosła swoje udziały w SunExpressie do Condor Airlines, żeby zjednoczyć wszystkie loty turystyczne. W lutym 2007 udziały Condora zostały z powrotem przeniesione do Lufthansy.

## Flota
Według stanu na lipiec 2025 flota SunExpress składała się z 85 samolotów o średnim wieku 11,8 lat:
| Samolot          | Samolot | Samolot   | Liczba miejsc | Liczba miejsc | Uwagi |
| Model            | Aktywne | Zamówione | E             | Łącznie       | Uwagi |
| ---------------- | ------- | --------- | ------------- | ------------- | ----- |
| Airbus A320-200  | 6       | –         | 180           | 180           |       |
| Boeing 737-800   | 59      | 1         | 189           | 189           |       |
| Boeing 737 MAX 8 | 20      | 2         | 189           | 189           |       |
| Łącznie          | 85      | 3         |               |               |       |